# Chrysochloris asiatica
La talpa dorata del Capo (Chrysochloris asiatica Linneo, 1758) è un mammifero della famiglia dei Crisocloridi, endemico del Sudafrica.

## Descrizione
La talpa dorata del Capo è simile, come forma, alle talpe comuni, lunga una decina di centimetri massimo (9-14 cm) per un peso di 25-55 g, ha una coda cortissima, capo corto e muso subtriangolare con punta del naso protetta da una piastra cornea utilizzata per l'attività di scavo.
Il capo è mancante dei padiglioni auricolari e gli occhi, poco sviluppati, sono nascosti nella fitta pelliccia. I denti sono piccoli e acuminati, tipici da insettivoro.
Le zampe anteriori, corte rispetto al resto del corpo, sono provviste di quattro dita, di cui il terzo è munito di un robusto artiglio adatto allo scavo, il primo e il secondo sono più piccoli e il quarto è molto ridotto. Le zampe posteriori sono meno robuste e possiedono cinque dita munite di corte unghie.
La pelliccia è scura con riflessi metallici ed costituita da peli orientati all'indietro che respingono l'umidità e rimangono asciutti anche dove c'è fango, mentre un denso e lanoso sottopelo consente l'isolamento. Gli ossicini dell'orecchio sono sproporzionatamente grandi fornendo una grande sensibilità alle vibrazioni che si propagano nel terreno.

## Distribuzione e habitat
Specie endemica del Sudafrica, la si può incontrare nella regione sud-ovest dello stato lungo la costa occidentale. Comunemente è possibile vederla anche nei giardini sabbiosi di Città del Capo. Vive in vicoli sotterranei, uscendo raramente in superficie.

## Biologia
Attive sia di giorno che di notte (particolarmente dopo le piogge) le Talpe dorate del Capo sono animali solitari, hanno una dieta che comprende insetti e le loro larve, vermi e ogni altro piccolo animale del sottosuolo. Le stesse talpe dorate del Capo sono prede di serpenti, uccelli rapaci e altri mammiferi.
Di norma danno alla luce due piccoli alla volta, in un periodo che va da aprile a luglio, durante la stagione delle piogge.

## Conservazione
Quando risiedono all'interno dei giardini, di solito, sono considerati infestanti perché smuovono il terreno e occasionalmente compromettono la salute delle piante, ma in realtà sono preziosi compagni in quanto mangiano grandi quantità di insetti nocivi. Le Talpe dorate del Capo sembrano essere comuni in tutta la loro distribuzione e il loro stato di conservazione è valutato per avere un basso rischio di estinzione.